# DM Водолея
DM Водолея (лат. DM Aquarii) — одиночная переменная звезда в созвездии Водолея на расстоянии (вычисленном из значения параллакса) приблизительно 53644 световых лет (около 16447 парсеков) от Солнца. Видимая звёздная величина звезды — от +14,3m до +10,9m.

## Характеристики
DM Водолея — красная пульсирующая переменная звезда, мирида (M) спектрального класса M. Эффективная температура — около 3644 К.